# IFTTT
，是一个新生的网络服务平台，通过其他不同平台的条件来决定是否执行下一条命令。即对网络服务通过其他网络服务作出反应。得名为其口号。
的官方念法类似英语单词的，即不要发的音。

## 原理
基于任务的条件触发，类似编程语言，即：“若XXX进行YYY行为，执行ZZZ。”。每一个可以触发或者作为任务的网站叫做一个Channel，触发的条件叫做Triggers，之后执行的任务叫做Actions，综合上面的一套流程叫做Task。

## 应用
本身并无特别应用，但因其整合了多种社交网络等网站的账户，有人便用其来监控Twitter上的消息。

## 用户管理
由于目前还在测试阶段，之前需要邀请才可注册。
现已开放注册。

## 反响
反响很好，有些人认为这将彻底改变互联网。
但也有些人认为其有巨大的风险，因为其需要社交网络等各帐号极大的权限。